# Edosa pyrochra
Edosa pyrochra är en fjärilsart som beskrevs av László Anthony Gozmány. Edosa pyrochra ingår i släktet Edosa och familjen äkta malar. Inga underarter finns listade i Catalogue of Life.